# Waikoloa Championships 2002
Il Waikoloa Championships 2002  è stato un torneo di tennis giocato sul cemento. È stata la 2ª edizione del Waikoloa Championships, che fa parte della categoria Tier IV nell'ambito dell'WTA Tour 2002. Il torneo si è giocato a Waikoloa negli USA, dal 9 al 15 settembre 2002.

## Campioni

### Singolare
Cara Black ha battuto in finale  Lisa Raymond con il punteggio di 7–6(1), 6–4

### Doppio
Meilen Tu /  María Vento-Kabchi hanno battuto in finale  Nannie de Villiers /  Irina Seljutina con il punteggio di 1–6, 6–2, 6–3